# Pseudomyrmex flavidulus
Pseudomyrmex flavidulus är en myrart som först beskrevs av Smith 1858.  Pseudomyrmex flavidulus ingår i släktet Pseudomyrmex och familjen myror.

## Underarter
Arten delas in i följande underarter:
- P. f. flavidulus
- P. f. lizeri

## Bildgalleri

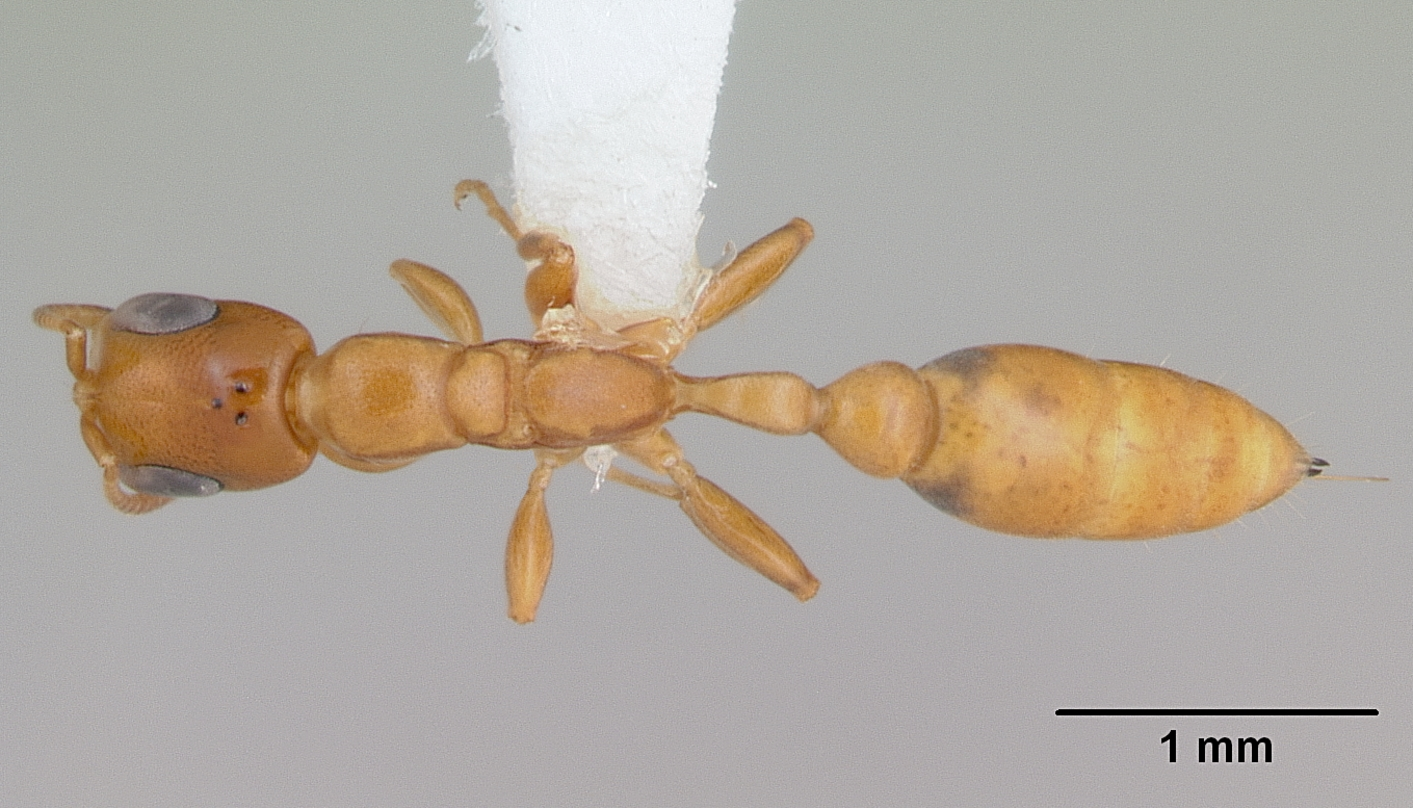
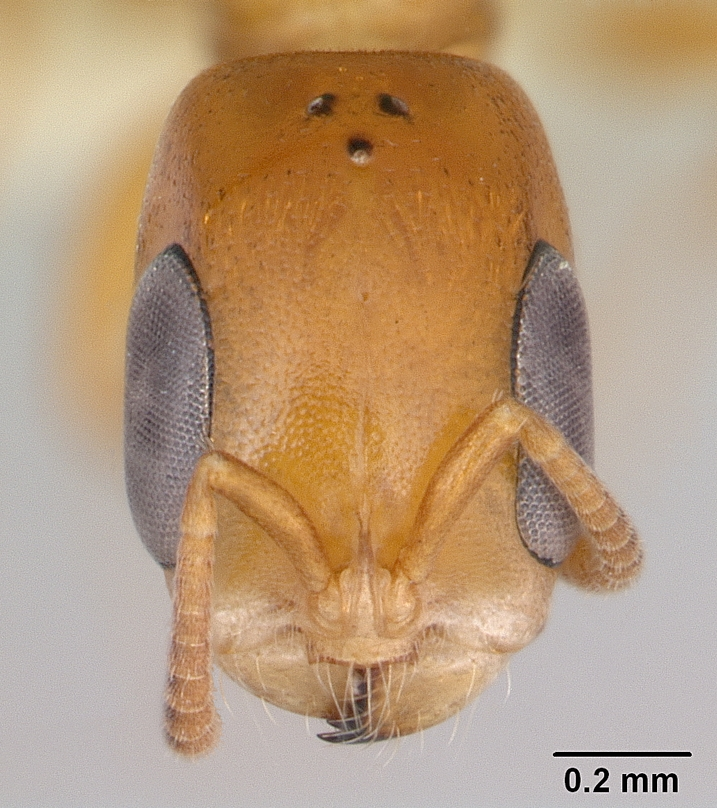
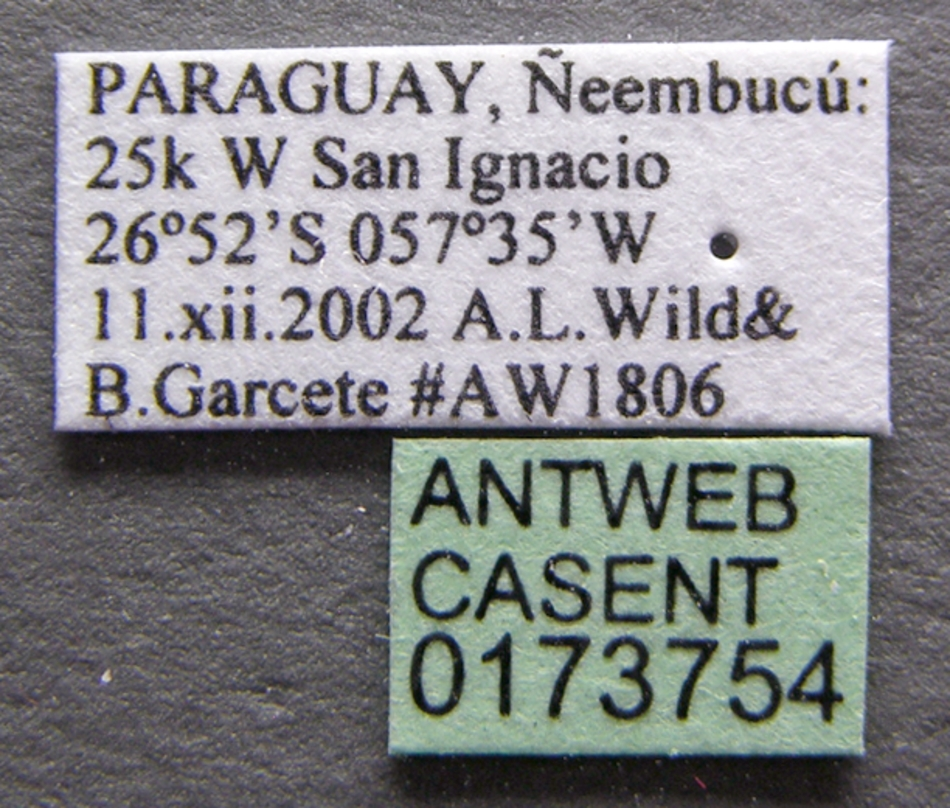
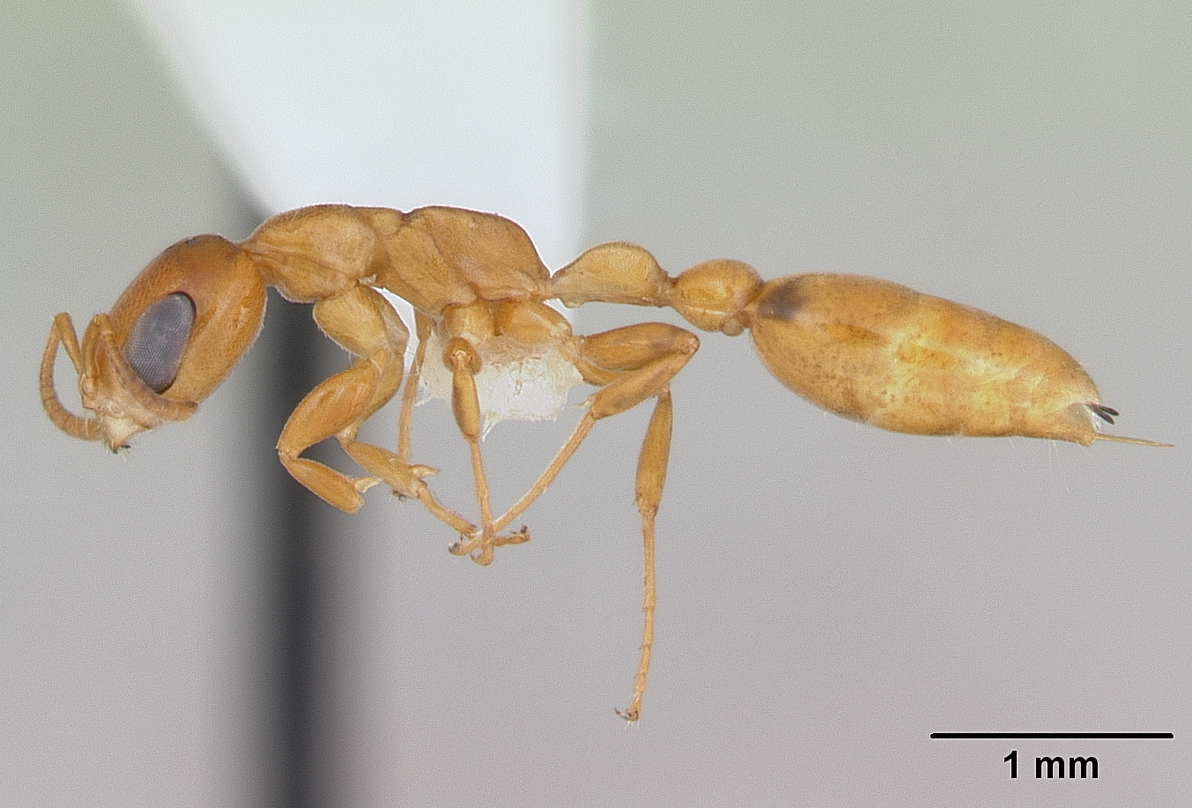
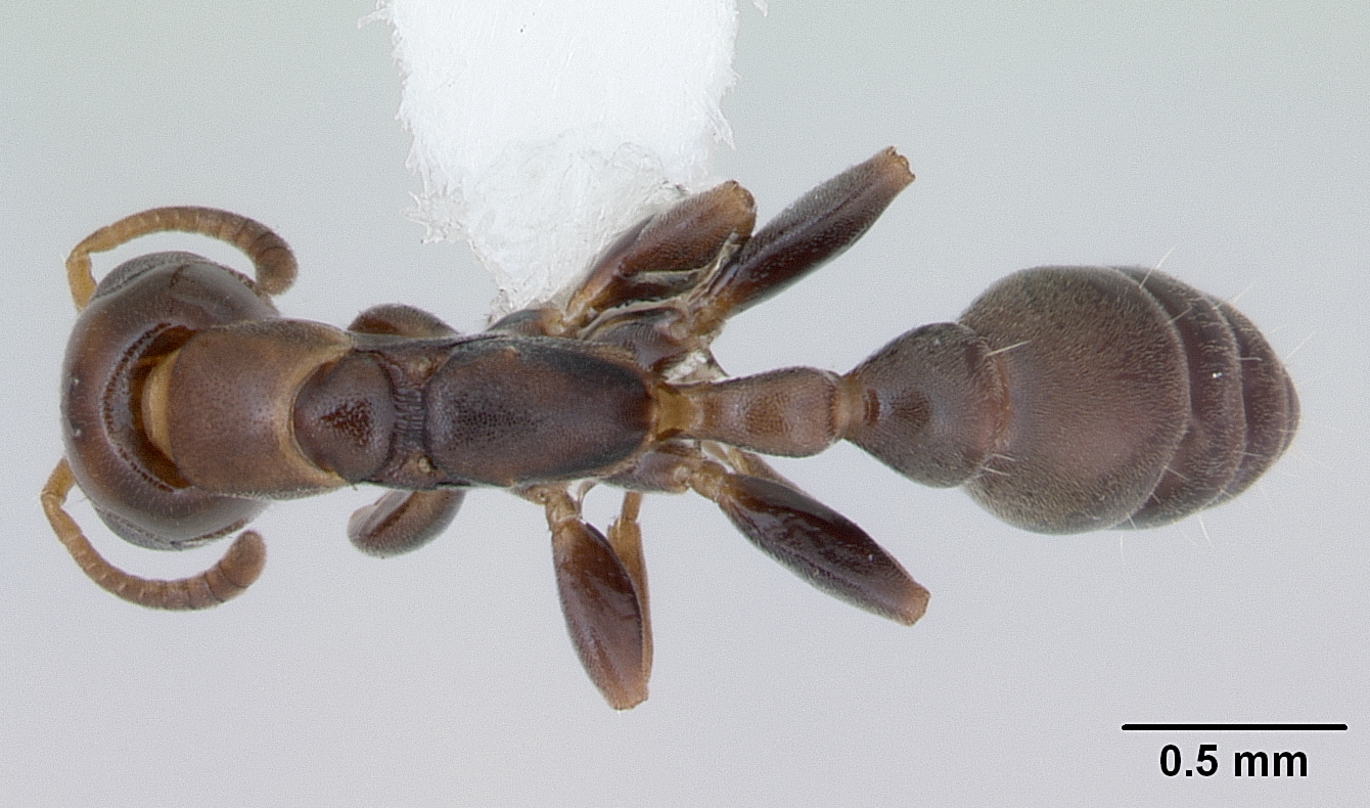
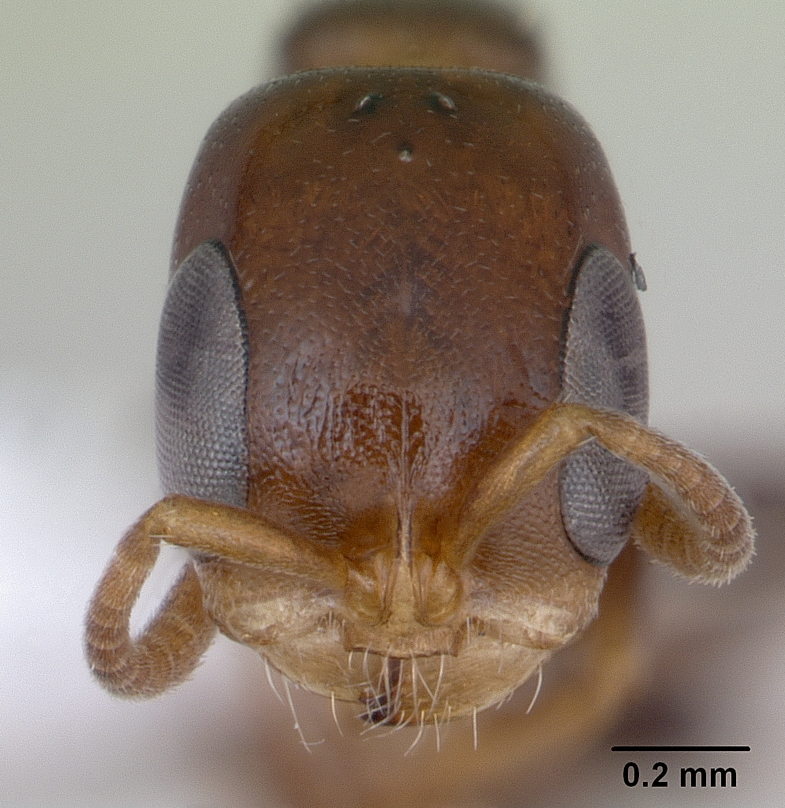